# Småkroksjöarna (norra)
Småkroksjöarna är en sjö i Skellefteå kommun i Västerbotten och ingår i Bureälvens huvudavrinningsområde.